# Spermophagus testaceicolor
Spermophagus testaceicolor là một loài bọ cánh cứng trong họ Bruchidae. Loài này được Pic mô tả khoa học năm 1917.